# Капра, Фритьоф
Фритьоф Капра (англ. Fritjof Capra (род. 1 февраля 1939, Вена) — американский физик и глубинный эколог австрийского происхождения, известный своими противоречиво оцениваемыми популярными книгами.

## Биография
Получил степень Ph.D по физике в Венском университете в 1966 году. Проводил исследования по физике элементарных частиц и теории систем. Написал популярные книги, касающиеся науки, в особенности «Дао физики» с подзаголовком «Исследование параллелей между современной физикой и восточным мистицизмом». В Дао физики делается заявление, что физика и метафизика — обе неумолимо приводят к одному и тому же знанию. Все его работы имеют общий подтекст: «между всем существуют скрытые связи». Капра одновременно считает себя буддистом и христианином-католиком.
После поездки по Германии в начале 1980-х, Капра в соавторстве с экофеминисткой Шарлин Спретнак написал книгу «Зелёная политика» в 1984 году.
Капра участвовал в создании сценария фильма Диспут (фильм) с участием Лив Ульман, вышедшего в 1990 году, который был основан на его книге «Поворотный пункт». Эта книга также стала вдохновителем широкой рекламной кампании под названием «Проект „Поворотный пункт“». Осенью 2000 года, под руководством Jerry Mander и Andrew Kimbrell, проект «Поворотный пункт» опубликовал в газетах «USA Today» и «Нью-Йорк таймс» полностраничную рекламу с критикой нанотехнологий. Реклама утверждала, что сторонники молекулярной нанотехнологии никогда не рассматривали, как люди будут жить без работы, хотя эта дискуссия популярна и неувядаема в нанотехнологических кругах.
В 1991 году Капра написал «Принадлежность к Вселенной» в соавторстве с David Steindl-Rast, бенедиктинским монахом, человеком, которого называют современным Томасом Мертоном. Используя «Структуру научных революций» Томаса Куна как отправную точку, их книга исследует параллели между мышлением новых парадигм в науке и религии, которые вместе предлагают то, что авторы считают выдающимся совмещающим взглядом на Вселенную.
Капра призывает западное общество отбросить общепринятое линейное мышление и механистические представления Декарта. Критикуя редукционистский взгляд Декарта на то, что всё в мире может быть изучаемо в деталях для постижения целого, он предлагает своим читателям принять объективный и свежий образ мышления, поощряя их видеть мир сквозь теорию сложности.
Капра заявляет о необходимости изменений во множестве новых теорий, одна из которых — теория живых систем, теоретический каркас для экологии. Эта теория в настоящее время только зарождается, но своими корнями произрастает из нескольких научных областей, которые были разработаны в первой половине XX-го века — биология организмов, гештальтпсихология, экология, общая теория систем и кибернетика.
Фритьоф Капра является основателем и директором «Центра экологической грамотности», расположенного в Беркли, штат Калифорния, который продвигает экологию и системное мышление в первичном и вторичном образовании.

## Критика
Книги Капры помимо поддержки подверглись критике со стороны научного сообщества. Так, Л. И. Корочкин указывает, что книги «Уроки мудрости» и «Дао физики» демонстрируют «удивительную некомпетентность» автора в биологии и медицине, а «незнание (или игнорирование) генетики особенно болезненно сказывается на системе Капры».

## Награды
- Шрёдингеровская лекция (Тринити-колледж, Дублин) (1997)